# マスターオブウェポン
『マスター オブ ウエポン』（MASTER OF WEAPON）は、1989年5月にタイトーが発売した業務用ビデオゲーム。第3次世界大戦後、世界を管理する「ゴッドシステム」に抗うために一人の少年が戦闘機に乗って戦う縦スクロールシューティングゲームである。
家庭用は1991年にメガドライブ版が発売。アーケード移植版は2007年に発売されたPlayStation 2用ソフト『タイトーメモリーズII 下巻』に収録されたほか、2024年にアーケードアーカイブスの1作品としてPlayStation 4版とNintendo Switch版が配信された。

## ストーリー
第3次世界大戦後、放射能汚染による環境破壊のために地球上は奇怪な生物が蔓延し、人類は絶滅の危機に襲われていた。人類は再びかつての繁栄を取り戻すために思考型コンピューター「ゴッドシステム」を造り上げた。しかし、「ゴッドシステム」は人類に対し悪夢のような独裁政治を開始。人類は個人の意思を持つことも許されず、造反した者は容赦なく処分された。だが今、失われた自由をもう一度人類の手に取り戻すために、1人の少年「ユキヲ」が立ち上がった。

## ゲーム内容
主人公「ユキヲ」が搭乗するジェット機を操作し、「ゴッドシステム」を破壊する事を目的としている。

### システム
8方向レバー、2ボタン（対空ショット、対地フルオートバルカン）でプレイヤー機を操作する。オプションウェポンは、右下のゲージが溜まっているときに二つのボタンを同時押しすることによって使用することができる。ゲージは時間で回復する。
全6ステージ、1周エンド。コンティニュー4回以内でクリアした場合は真のボスが出現する（ランキング画面でもコンティニューの回数が表示される）。
全体のスピードが速いため難易度がかなり高い。
当時のアーケードゲームとしては珍しく、コンティニューしてもそれまで獲得したスコアがそのまま引き継がれる。

### 自機
ディップスイッチ設定により、プレイヤー機を飛行機タイプまたはバイクタイプに変更することが可能である。『タイトーメモリーズII 下巻』やアーケードアーカイブス版ではオプション設定で変更できる。どちらのプレイヤー機でもゲーム的な違いは一切ない。
当時調整等で関わった仙波隆綱は、「バイクタイプは開発当初『AKIRA』をモチーフとしていた名残で、営業サイドからの要望で飛行機に変更した」と語っている。ちなみに搭乗しているパイロットの名前はユキヲ（YUKIWO）であり、当初のタイトルも『YUKIWO』だった。

### アイテム
空中弾パワーアップ
- F (FIRE) 
取るたびに対空ショットのパワーが1段階アップする。

スピードアップ
- S (SPEED) 
取るたびに最大4段階まで自機のスピードがアップする。同時にバックファイアが撃てるようになる。

オプションウエポン
以下の文字の書かれたパネルを取得するとオプションウエポンが変更できる。ミスすると初期状態に戻る。
- P (PIERCING) 
初期状態で持っている武器。照準に向けて誘導ミサイルを撃つ。
- W (WIDE) 
地上に着弾した弾が炸裂し広範囲に広がる弾を発射する。
- G (GUIDE) 
地上に着弾した弾が炸裂し、さらにそれぞれの弾が敵を追尾する。強力な武器。
- L (LASER)
地上に向けてレーザー攻撃をする。
- H (HYDROGEN) 
一度しか使えないが地上物を全滅させる強力な武器。

## 移植版
| No. | タイトル                                   | 発売日        | 対応機種                      | 開発元   | 発売元     | メディア                                | 型式       | 備考                      |
| --- | ------------------------------------------ | ------------- | ----------------------------- | -------- | ---------- | --------------------------------------- | ---------- | ------------------------- |
| 1   | マスター オブ ウェポン                     | 1991年9月27日 | メガドライブ                  | KID      | タイトー   | 4メガビットロムカセット                 | T-11063    | -                         |
| 2   | タイトーメモリーズII 下巻                  | 2007年3月29日 | PlayStation 2                 | タイトー | タイトー   | CD-ROM                                  | SLPM-66713 | アーケード版の移植        |
| 3   | タイトーメモリーズII 下巻 エターナルヒッツ | 2007年6月26日 | PlayStation 2                 | タイトー | タイトー   | DVD-ROM                                 | SLPM-55018 | アーケード版の移植 廉価版 |
| 4   | マスター オブ ウエポン                     | 2024年2月15日 | PlayStation 4 Nintendo Switch | タイトー | ハムスター | ダウンロード （アーケードアーカイブス） | -          | アーケード版の移植        |

アーケードアーカイブス版
- 「ゲーム設定」ではプレイヤー機のデザインの変更、「こだわり設定」では敵弾の明滅の削除の有無といった設定が可能。

## その他
- 各ステージ開始時に、サブタイトルが表示される。BGMの作曲を担当した外注のサウンドテーム「ピンチパンチ」の西賢二の提案により、ステージのタイトルとサウンドトラックの曲名は同じ[7]であり、同社の「メタルブラック」に先んじて、BGM開始時に曲のタイトルも表示されるようになっている。

## スタッフ
アーケード版
- ディレクター、プロデューサー：GEORGE JYUTTUTTE（島本享司）
- ゲーム・デザイン、キャラクター・デザイン：石川幸生
- プログラム：GEORGE K-5（島本享司）、村田武司、CREAMY TETSU（阿部哲士）、MARTIN KONDOH（近藤勝裕）
- アート・デザイン：石川幸生、こじまたかこ、DANDY YARITA（鎗田準次）、藤田允、斎藤晃、加藤久和、OOLONG YAMADA（山田たかし）、はざまけんじ、アニメーション20、SANTA CLAUS
- ハードウェア・デザイン：高橋栄吉、のぐちひろゆき
- 音楽、編曲：小倉久佳、YACK WATANABE（渡部恭久）
- グラフィック・デザイン：永井寛保、中川和雄
- スペシャル・サンクス：石指武、藤原英裕、しばたけいいち、藤末一郎、海道賢仁、たけだとみお、辻野浩司、藤田朗、河野敏男、菊池正美、沼田和博、北林崇、堀崇真

メガドライブ版
- エグゼクティブ・プロデューサー：上野崇男
- プロデューサー：西角友宏
- ディレクター：高橋章二
- メイン・プログラマー：岩田国治
- プログラマー：KAKKUN、COM、SASA、ICHI、HARU
- キャラクター・デザイナー：THIGEN、OZA、KAWAI、YAGA
- 音楽：NAGA
- 音楽エディター：KANE
- スペシャル・サンクス：HELPER SUIT、MR.X、KZM、せきどぎんや、古賀祐次

## 評価
アーケード版
ゲーメストムック『ザ・ベストゲーム』（1991年）内の「ビデオゲームフルリスト」の紹介文では、「ビルが崩れていく様子は迫力があった」と演出面に関して肯定的なコメントで紹介されている。
メガドライブ版
- ゲーム誌『ファミコン通信』の「クロスレビュー」では合計22点（満40点）となっている[8]。

- ゲーム誌『メガドライブFAN』の読者投票による「ゲーム通信簿」での評価は以下の通りとなっており、13.07点（満30点）となっている[2]。

| 項目 | キャラクタ | 音楽 | 操作性 | 熱中度 | お買得度 | オリジナリティ | 総合  |
| 得点 | 2.44       | 2.13 | 2.38   | 2.06   | 2.06     | 2.00           | 13.07 |

- ゲーム本『メガドライブ大全』（2004年、太田出版）では、「対空/対地ショットを撃ち分けるが、初期の対地ショットは、故障を疑うほど反応がニブい」、「自機は巨大で敵弾に当たりやすく、マップは変化のない地形のくり返し、ミスしたときの効果音は『ピロロロ～』とやる気が感じられない」と操作性、ゲーム性、演出面、サウンド面に関して否定的な評価を下している[10]。

## 音楽
本作の音楽は、ZUNTATAのメンバーだっだ小倉久佳からの委嘱を受けて、フリーランスのサウンドチームの「ピンチパンチ」が担当した。スタッフロールに記載は無いものの、ポニーキャニオンから販売されたサウンドトラック「タイトーDJステーション」の付属冊子では、該当のフリーランスの名が触れられている。